# One-Tete Lohkay

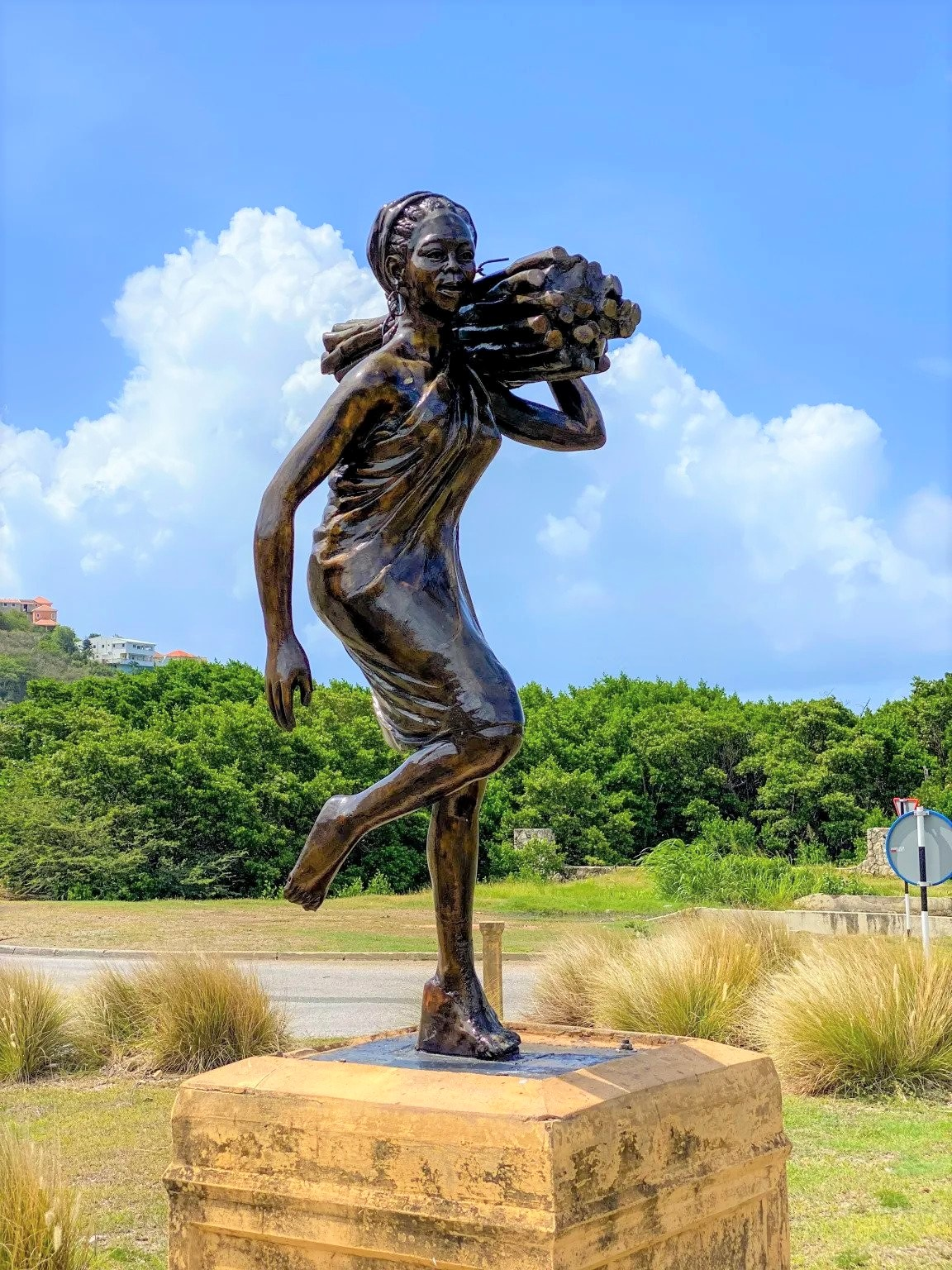
Standbeeld van Lohkay in Little Bay

One-Tété Lohkay (Lohkay met één borst) was een 19e-eeuwse heldin en vrijheidsstrijder tijdens de einddagen van de slavernij op Sint Maarten. 
One-Tété Lohkay was een jonge vrouw geboren in slavernij op een plantage aan de Nederlandse kant van het eiland Sint Maarten. Ze werd als opstandig beschouwd omdat ze herhaaldelijk probeerde te ontsnappen aan haar 'eigenaren'. Tijdens een van Lohkay's pogingen om te ontsnappen, werd ze gepakt en teruggebracht naar de plantage. De plantage-eigenaren gaven opdracht om een van haar borsten af te snijden als straf voor haar rebellie en als signaal voor de andere slaven. Vanaf dat moment stond ze bekend als “One-Tete Lohkay”.

## Legende
De legende is dat Lohkay de plantage definitief ontvluchtte nadat ze weer gezond was en woonde in de heuvels. 's Nachts verzamelde ze voedsel en voorraden op de landgoederen Industry, Saunders, Sint Peters, Marigot Hill en South Reward. Haar vastberadenheid en moedige karakter maakt haar een opmerkelijke heldin en een symbool van vrijheid voor Sint Maarten. Lohkay wordt op Emancipatiedag geëerd en gevierd op Sint Maarten vanwege haar doorzettingsvermogen en moed.

## Herdenkingsmonument
In 2006 werd een standbeeld van One-Tété Lohkay onthuld van beeldhouwer Michael Maghiro dat werd geplaatst in het midden van de Cay Hill-rotonde. Het beeld stelt Lohkay rennend voor met een bundel suikerriet op haar linkerschouder en een band om haar borst, een weergave van haar verzet en kracht. Het standbeeld werd onthuld door de toenmalige commissaris van Cultuur Louie Laveist op Emancipatiedag 2006. In die tijd was 1 juli nog geen feestdag op Sint Maarten. Tijdens orkaan Irma in september 2017 raakte het standbeeld beschadigd en werd het opgeslagen in het atelier van de kunstenaar. Op 18 februari 2021 werd het gerestaureerde beeld teruggeplaatst op de oorspronkelijke locatie en tijdens een ceremonie onthuld.

## Verhalen van verzet
Lohkay staat in een traditie van Afrikaanse vrouwen die in slavernij leefden in de Amerika's en daartegen in opstand kwamen. Ze vochten voor hun vrijheid en die van anderen en voor gelijkwaardigheid. Andere vrouwen zijn bijvoorbeeld Harriet Tubman, Virginia Dementricia van Aruba, Grandy Nanny van Jamaica, Queen Mary (Mary Thomas) van Saint Croix, Solitude van Guadeloupe, Bottom Belly (Susanna Abramsen) van Saint Croix en Mary Prince van Bermuda.
One-Tété Lohkay werd expliciet genoemd in Mark Ruttes redevoering in december 2022 waarin de Nederlandse regering haar excuses uitsprak voor het slavernijverleden.